# Largus pallidus
Largus pallidus är en insektsart som beskrevs av Halstead 1972. Largus pallidus ingår i släktet Largus och familjen Largidae. Inga underarter finns listade i Catalogue of Life.